# Guido Adler

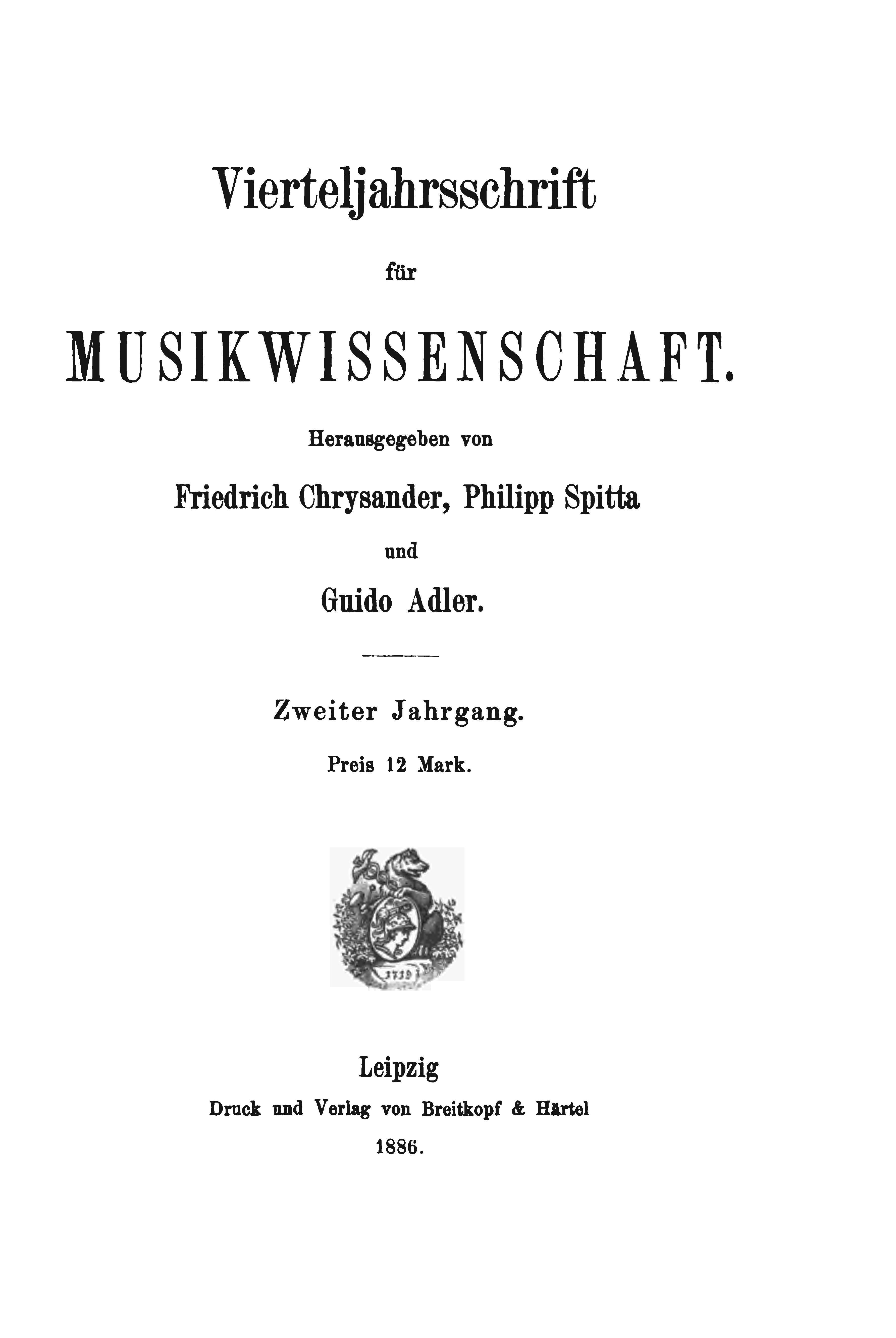
Titulní strana periodika Vierteljahrsschrift für Musikwissenschaft z roku 1886

Guido Adler (1. listopadu 1855 Ivančice – 15. února 1941 Vídeň) byl česko-rakouský právník, hudební skladatel, publicista a muzikolog židovského původu. Patří k zakladatelům moderní muzikologie.

## Život
Narodil se v rodině ivančického lékaře. Jeho otec zemřel velmi záhy po jeho narození a jeho matka se s ostatními dětmi odstěhovala do Jihlavy. Roku 1864 se pak rodina přestěhovala do Vídně.
V roce 1868 začal na vídeňské konzervatoři studovat hudební teorii a skladbu u Antona Brucknera a Otto Dessoffova. Zároveň ale studoval na vídeňské univerzitě práva, titul doktora práv získal v roce 1878. Nakonec ale právničinu zavrhl a v roce 1880 získal doktorát z filozofie, když obhájil dizertační práci o evropské hudbě před rokem 1600 (Die historischen Grundklassen der christlich-abendländischen Musik bis 1600). Na univerzitě ho velmi ovlivnily přednášky Eduarda Hanslicka, rovněž českého rodáka, u něho i habilitoval, a to roku 1882 (prací Studie zur Geschichte der Harmonie).
Roku 1885 byl jmenován profesorem dějin hudby na německé univerzitě v Praze. V Praze působil třináct let, až do roku 1898, kdy jeho post převzal Heinrich Rietsch. V letech 1898–1927 byl profesorem na vídeňské univerzitě, kde založil muzikologický ústav.
Byl blízkým přítelem Gustava Mahlera, roku 1916 o něm napsal i knihu.
Po obsazení Rakouska nacistickým Německem v roce 1938 obdržel z rasových důvodů zákaz publikování. Jen pro vysoký věk nebyl poslán do koncentračního tábora, na rozdíl od své dcery.
Sepsal knihu pamětí Wollen und Wirken.
Na jeho rodném domě v Ivančicích (Vávrova ulice č. 2) byla v roce 1998 odhalena pamětní deska s českým a německým textem.

### Hudebněvědná činnost
Spolu s Friedrichem Chrysanderem zakládal a řídil hudebněvědné periodikum Vierteljahrschrift für Musikwissenschaft. Slavná je Adlerova úvodní stať v prvém čísle časopisu nazvaná Umfang, Methode und Ziel der Musikwissenschaft, v níž hudební vědu rozdělil na historickou a systematickou.
Od roku 1894 řídil rovněž edici Denkmäler der Tonkunst in Österreich, v níž bylo vydáno 83 největších děl rakouské hudby.
V roce 1927 stál u zrodu Mezinárodní společnosti pro muzikologii se sídlem v Basileji a byl jejím doživotním čestným prezidentem.
Proslul svým zájmem o dějiny hudebních stylů. Věnoval se jim zejména v práci Der Stil in der Musik (1911).

## Dílo
Vědecké práce:
- Metoda hudební historie
- Principy a druhy hudebního slohu

Monografie:
- Richard Wagner
- Gustav Mahler aj.